# 欧拉公式
欧拉公式（英語：Euler's formula，又稱尤拉公式）是複分析领域的公式，它将三角函数與复指数函数关联起来，因其提出者莱昂哈德·歐拉而得名。歐拉公式提出，對任意实数 {\displaystyle x}，都存在
{\displaystyle e^{ix}=\cos x+i\sin x}
其中 {\displaystyle e} 是自然对数的底数，{\displaystyle i} 是虚数單位，而 {\displaystyle \cos } 和 {\displaystyle \sin } 則是餘弦、正弦對應的三角函数，参数 {\displaystyle x} 則以弧度为单位。這一複數指數函數有時還寫作 cis x （余弦加i 乘以正弦）。由於該公式在 {\displaystyle x} 為複數時仍然成立，所以也有人將這一更通用的版本稱為歐拉公式。
歐拉公式在数学、物理和工程领域应用广泛。物理学家理查德·费曼将歐拉公式称为：“我们的珍宝”和“数学中最非凡的公式”。
当 {\displaystyle x=\pi } 时，歐拉公式变为{\displaystyle {{{e}^{{i}\,{\pi }}}+{1}}=0}，即歐拉恒等式。

## 在複分析的應用
這公式可以說明當 {\displaystyle x} 為實數時，函數 {\displaystyle e^{ix}} 可在複數平面描述一單位圓。且 {\displaystyle x} 為此平面上一條連至原點的線與正實數軸的交角。先前一個在複數平面的複點只能用笛卡尔坐标系描述，歐拉公式在此提供複點至極坐標的變換
任何複數 {\displaystyle z=x+yi} 皆可記為
{\displaystyle z=x+iy=|z|(\cos \phi +i\sin \phi )=|z|e^{i\phi }\,}
{\displaystyle {\bar {z}}=x-iy=|z|(\cos \phi -i\sin \phi )=|z|e^{-i\phi }\,}
在此
{\displaystyle x=\mathrm {Re} \{z\}\,}為實部
{\displaystyle y=\mathrm {Im} \{z\}\,}為虛部
{\displaystyle |z|={\sqrt {x^{2}+y^{2}}}}為 {\displaystyle z} 的模
{\displaystyle \phi =\mathrm {atan2} {(y,x)}}，其中 {\displaystyle \mathrm {atan2} {(y,x)}={\begin{cases}\arctan \left({\frac {y}{x}}\right)&\qquad x>0\\\pi +\arctan \left({\frac {y}{x}}\right)&\qquad y\geq 0,x<0\\-\pi +\arctan \left({\frac {y}{x}}\right)&\qquad y<0,x<0\\{\frac {\pi }{2}}&\qquad y>0,x=0\\-{\frac {\pi }{2}}&\qquad y<0,x=0\\{\text{undefined}}&\qquad y=0,x=0\end{cases}}}

## 历史
約翰·伯努利注意到有
{\displaystyle {\frac {1}{1+x^{2}}}={\frac {1}{2}}\left({\frac {1}{1-ix}}+{\frac {1}{1+ix}}\right).}
并且由于
{\displaystyle \int {\frac {dx}{1+ax}}={\frac {1}{a}}\ln(1+ax)+C,}
上述公式通过把自然对数和复数（虚数）联系起来，告诉我们关于複對數的一些信息。然而伯努利并没有计算出这个积分。
欧拉也知道上述方程，伯努利对欧拉的回应表明他还没有完全理解复对数。欧拉指出复对数可以有无穷多个值。
与此同时，罗杰·柯特斯于 1714 年发现
{\displaystyle ix=\ln(\cos x+i\sin x).}
由于三角函数的周期性，一个复数可以加上 2iπ 的不同倍数，而它的复对数可以保持不变。
1740年左右，欧拉把注意力从对数转向指数函数，得到了以他命名的欧拉公式。欧拉公式通过比较指数的级数展开和三角函数得到（其实此证法存在问题，原因见验证方法，但结论正确。），于1748年发表。
大约50年之后，卡斯帕尔·韦塞尔提出可以把复数視做复平面中的点。

## 形式

对于任意实数{\displaystyle x\,}，以下等式恆成立：
{\displaystyle e^{ix}=\cos x+i\sin x}
由此也可以推导出
{\displaystyle \sin x={\frac {e^{ix}-e^{-ix}}{2i}}}及{\displaystyle \cos x={\frac {e^{ix}+e^{-ix}}{2}}}。
当{\displaystyle x=\pi \,}时，欧拉公式的特殊形式为
{\displaystyle {{{e}^{{i}\,{\pi }}}+{1}}=0}。

## 证明
首先，在复数域上对{\displaystyle e^{x}\,}进行定义：
对于{\displaystyle a,b\in \mathbb {R} ,c=a+ib\in \mathbb {C} }，规定{\displaystyle e^{c}=\lim _{n\rightarrow \infty }(1+{\frac {c}{n}})^{n}}。
对复数的极坐标表示{\displaystyle w=u+iv=r(\cos \theta +i\sin \theta )}，有：
{\displaystyle r={\sqrt {u^{2}+v^{2}}}\in \mathbb {R} ,\theta =\arctan({\frac {v}{u}})\in \mathbb {R} }
且根据棣莫弗公式，{\displaystyle w^{n}=(u+iv)^{n}=r^{n}(\cos n\theta +i\sin n\theta )}
从而有：
{\displaystyle (1+{\frac {a+bi}{n}})^{n}=[(1+{\frac {a}{n}})+i{\frac {b}{n}}]^{n}=r_{n}(\cos \theta _{n}+i\sin \theta _{n})}
假设{\displaystyle n>|a|}，则：
{\displaystyle r_{n}=[(1+{\frac {a}{n}})^{2}+({\frac {b}{n}})^{2}]^{\frac {n}{2}},\theta _{n}=n\arctan {\frac {\frac {b}{n}}{1+{\frac {a}{n}}}}}
（由於包含n在冪，所以要ln）从而有：
{\displaystyle {\begin{aligned}\lim _{n\rightarrow \infty }\ln r_{n}&=\lim _{n\rightarrow \infty }[{\frac {n}{2}}\ln(1+{\frac {2a}{n}}+{\frac {a^{2}+b^{2}}{n^{2}}})]\\&=\lim _{n\rightarrow \infty }[{\frac {n}{2}}({\frac {2a}{n}}+{\frac {a^{2}+b^{2}}{n^{2}}})]\\&=a\\\end{aligned}}}
這一步驟用到 {\displaystyle \ln(1+x)\approx x}（墨卡托級數）
即：
{\displaystyle \lim _{n\rightarrow \infty }r_{n}=\lim _{n\rightarrow \infty }e^{\ln r_{n}}=e^{a}}
又有(arctan x 約等於x 於0附近）：
{\displaystyle {\begin{aligned}\lim _{n\rightarrow \infty }\theta _{n}&=\lim _{n\rightarrow \infty }(n\arctan {\frac {\frac {b}{n}}{1+{\frac {a}{n}}}})\\&=\lim _{n\rightarrow \infty }(n{\frac {\frac {b}{n}}{1+{\frac {a}{n}}}})\\&=b\\\end{aligned}}}
从而可以证明：
{\displaystyle \lim _{n\rightarrow \infty }(1+{\frac {a+bi}{n}})^{n}=e^{a}(\cos b+i\sin b)}
即：
{\displaystyle e^{a+ib}=e^{a}(\cos b+i\sin b)}
令{\displaystyle a=0}，可得欧拉公式。
证毕。

## 验证方法
方法一：泰勒级数
把函数{\displaystyle e^{x}\,}、{\displaystyle \cos x\,}和{\displaystyle \sin x\,}写成泰勒级数形式：
{\displaystyle e^{x}=1+x+{\frac {x^{2}}{2!}}+{\frac {x^{3}}{3!}}+\cdots }
{\displaystyle \cos x=1-{\frac {x^{2}}{2!}}+{\frac {x^{4}}{4!}}-{\frac {x^{6}}{6!}}+\cdots }
{\displaystyle \sin x=x-{\frac {x^{3}}{3!}}+{\frac {x^{5}}{5!}}-{\frac {x^{7}}{7!}}+\cdots }
将{\displaystyle x=iz\,}代入{\displaystyle e^{x}\,}可得：
{\displaystyle {\begin{aligned}e^{iz}&=1+iz+{\frac {(iz)^{2}}{2!}}+{\frac {(iz)^{3}}{3!}}+{\frac {(iz)^{4}}{4!}}+{\frac {(iz)^{5}}{5!}}+{\frac {(iz)^{6}}{6!}}+{\frac {(iz)^{7}}{7!}}+{\frac {(iz)^{8}}{8!}}+\cdots \\&=1+iz-{\frac {z^{2}}{2!}}-{\frac {iz^{3}}{3!}}+{\frac {z^{4}}{4!}}+{\frac {iz^{5}}{5!}}-{\frac {z^{6}}{6!}}-{\frac {iz^{7}}{7!}}+{\frac {z^{8}}{8!}}+\cdots \\&=\left(1-{\frac {z^{2}}{2!}}+{\frac {z^{4}}{4!}}-{\frac {z^{6}}{6!}}+{\frac {z^{8}}{8!}}-\cdots \right)+i\left(z-{\frac {z^{3}}{3!}}+{\frac {z^{5}}{5!}}-{\frac {z^{7}}{7!}}+\cdots \right)\\&=\cos z+i\sin z\end{aligned}}}
方法二：求導法
对于所有{\displaystyle x\in I}，定義函數{\displaystyle f(x)={\frac {\cos x+i\sin x}{e^{ix}}}}
由於{\displaystyle e^{ix}\cdot e^{-ix}=e^{0}=1}
可知{\displaystyle e^{ix}\,}不可能為0，因此以上定義成立。
{\displaystyle f(x)\,}之导数為：
{\displaystyle {\begin{aligned}f'(x)&={\frac {(-\sin x+i\cos x)\cdot e^{ix}-(\cos x+i\sin x)\cdot i\cdot e^{ix}}{(e^{ix})^{2}}}\\&={\frac {-\sin x\cdot e^{ix}-i^{2}\sin x\cdot e^{ix}}{(e^{ix})^{2}}}\\&={\frac {-\sin x\cdot e^{ix}+\sin x\cdot e^{ix}}{(e^{ix})^{2}}}\\&=0\end{aligned}}}
设{\displaystyle [a,b]\in I}和{\displaystyle c\in (a,b)}
{\displaystyle f'(c)={\frac {f(b)-f(a)}{b-a}}.}（拉格朗日中值定理）
{\displaystyle \because f'(x)=0}
{\displaystyle \therefore f'(c)=0}
{\displaystyle f(a)=f(b)}
因此{\displaystyle f(x)\,}必是常數函數。
{\displaystyle f(x)=f(0)}
{\displaystyle }
{\displaystyle {\frac {\cos x+i\sin x}{e^{ix}}}={\frac {\cos 0+i\sin 0}{e^{0}}}=1}
重新整理，即可得到：
{\displaystyle e^{ix}=\cos x+i\sin x}
方法三：微積分
找出一个原函數{\displaystyle y(x)}，使得{\displaystyle {\frac {dy}{dx}}=iy}及{\displaystyle y(0)=1}。
假设 {\displaystyle y(x)=e^{ix}}，有：
{\displaystyle {\frac {d}{dx}}e^{ix}=ie^{ix}=iy}
假设 {\displaystyle y(x)=i\sin x+\cos x}，有：
{\displaystyle {\begin{aligned}{\frac {d}{dx}}(\cos x+i\sin x)&=-\sin x+i\cos x\\&=i(i\sin x+\cos x)\\&=iy\end{aligned}}}
使用積分法，可得{\displaystyle iy}的原函數是以上兩個函數分别与任意实数的和，分别记为：
{\displaystyle y_{1}(x)=e^{ix}+C_{1}}
{\displaystyle y_{2}(x)=\cos x+i\sin x+C_{2}}
其中，{\displaystyle \mathbb {C} _{1}}和:{\displaystyle \mathbb {C} _{2}}是任意实数。
又{\displaystyle x=0}時，{\displaystyle y(0)=1}，观察到：
{\displaystyle y_{1}(0)=e^{i0}+C_{1}=e^{0}+C_{1}=1+C_{1}}
{\displaystyle y_{2}(0)=\cos 0+i\sin 0+C_{2}=1+i(0)+C_{2}=1+C_{2}}
所以{\displaystyle C_{1}=C_{2}=0}，可以得出：
{\displaystyle {\begin{aligned}y(x)&=e^{ix}=\cos x+i\sin x\end{aligned}}}

## cis函數
在複分析領域，歐拉公式亦可以以函數的形式表示
{\displaystyle \operatorname {cis} \theta =\cos \theta +i\sin \theta }
{\displaystyle \operatorname {cis} \theta =e^{i\theta }}
並且一般定義域為{\displaystyle \theta \in \mathbb {R} \,}，值域為{\displaystyle \theta \in \mathbb {C} \,}（复平面上的所有单位向量）。
當一複數的模為1，其反函數就是輻角（arg函數）。
當{\displaystyle \theta }值為複數時，cis函數仍然是有效的，所以有些人可利用cis函數將歐拉公式推廣到更複雜的版本。

## 檢定和角公式
由於{\displaystyle e^{i\alpha }=\cos \alpha +i\sin \alpha }且{\displaystyle e^{i\beta }=\cos \beta +i\sin \beta }，則有
{\displaystyle {\begin{aligned}e^{i(\alpha +\beta )}&=\cos(\alpha +\beta )+i\sin(\alpha +\beta )=e^{i\alpha +i\beta }\\&=e^{i\alpha }\times e^{i\beta }\\&=(\cos \alpha +i\sin \alpha )\times (\cos \beta +i\sin \beta )\\&=(\cos \alpha \times \cos \beta +i\sin \alpha \times i\sin \beta )+(i\sin \alpha \times \cos \beta +\cos \alpha \times i\sin \beta )\\&=(\cos \alpha \cos \beta -\sin \alpha \sin \beta )+i(\sin \alpha \cos \beta +\cos \alpha \sin \beta )\\\end{aligned}}}
實部等於實部，虛部等於虛部，因此
{\displaystyle \cos(\alpha +\beta )=\cos \alpha \cos \beta -\sin \alpha \sin \beta }
{\displaystyle \sin(\alpha +\beta )=\sin \alpha \cos \beta +\cos \alpha \sin \beta }